# Karla Echenique
Karla Miguelina Echenique (ur. 16 maja 1986 r. w Santo Domingo na Dominikanie) – dominikańska siatkarka. Gra na pozycji rozgrywającej. W 2011 roku była zawodniczką Organiki Budowlanych Łódź. Obecnie reprezentuje drużynę Lancheras de Cataño.
W 2006 roku, jako zawodniczka plażowej odmiany siatkówki, zajęła wraz z Bethanią de la Cruz brązowy medal podczas mistrzostw strefy NORCECA.

## Kariera klubowa
- Deportivo Nacional (2000–2004)
- Bameso (2004–2005)
- Modeca (2005–2006)
- Mirador (2006)
- Voley Sanse Mepaban (2006–2007)
- Santiago (2008)
- Gigantes de Carolina (2010)
- Mirador (2010 – opuściła w trakcie sezonu)
- Organika Budowlani Łódź (2011)
- Lancheras de Cataño (2013)

Z zespołem Santiago, Echenique zajęła 3. miejsce w lidze Dominikany w 2008 roku.
W 2010 roku Echenique jako zawodniczka Gigantes de Carolina występowała w mistrzostwach Portoryko. Jej klub dotarł do fazy ćwierćfinałowej, a ona sama, podobnie jak 2 lata wcześniej, została wybrana najlepszą rozgrywającą ligi oraz otrzymała powołanie na mecz gwiazd.
W tym samym roku Echenique przeniosła się do zespołu Mirador, z którymi wystąpiła na klubowych mistrzostwach świata. Zespół z Dominikany zajął tam 4. miejsce.
W 2011 roku Echenique przeniosła się do Polski, do występującej w PlusLidze Organiki Budowlanych Łódź, gdzie została awaryjnie ściągnięta w miejsce kontuzjowanej Marty Wójcik. W nowych barwach zadebiutowała 17 stycznia z TPS Rumia.

## Kariera reprezentacyjna
W 2002 roku Echenique zdobyła z juniorską Dominikany srebrny medal mistrzostw strefy NORCECA, została też wybrana na najlepszą rozgrywającą turnieju.
W 2005 roku Dominikana zajęła 2. miejsce podczas rozgrywek Pucharu Panamerykańskiego, przegrywając w finale z Kubą 0:3.
W 2008 roku zawodniczka wystąpiła w eliminacjach do IO 2008. Dominikana zajęła w swojej grupie 4. miejsce, gdzie zmierzyła się m.in. z Polkami i nie awansowała na olimpiadę. Krótko po tym reprezentacja Dominikany zdobyła tytuł mistrzowski podczas Pucharu Panamerykańskiego, zwyciężając w finale 3:2 z Brazylijkami. We wrześniu Dominikana wzięła udział w turnieju Final Four i zajęła tam 2. miejsce po porażce z Brazylią 0:3.
W 2009 roku reprezentacja Dominikany zajęła 2. miejsce w rozgrywkach Pucharu Panamerykańskiego, tym razem ulegając Brazylijkom 0:3. We wrześniu wzięła też udział w turnieju Final Four i zajęła tam 3. miejsce po zwycięstwie z Peruwiankami 3:0. Zwyciężyła też w mistrzostwach strefy NORCECA, pokonując w finale Portoryko 3:2. Pod koniec roku Dominikana zajęła 3. miejsce w Pucharze Wielkich Mistrzyń.
W 2010 roku Dominikana z Echenique w składzie ponownie zwyciężyła Puchar Panamerykański, wygrywając w finale z Peruwiankami 3:0. Wygrała też turniej Final Four, który odbył się w meksykańskim mieście Chiapas, ponownie zwyciężając Peruwianki, tym razem 3:2. Niedługo później reprezentacja wzięła udział w Mistrzostwach Świata 2010, ale nie przeszła pierwszej fazy grupowej i szybko odpadła z turnieju.
Echenique w barwach reprezentacyjnych zdobyła też 3 złote medale podczas igrzysk Ameryki Środkowej i Karaibów: w 2002, 2006 i 2010 roku.